# Tsubasa WoRLD CHRoNiCLE: Nirai Kanai-hen
Tsubasa WoRLD CHRoNiCLE: Nirai Kanai-hen (яп. ツバサ WoRLD CHRoNiCLE ニライカナイ編) — сьонен-манґа, написана та проілюстрована групою манґак CLAMP. Являє собою сиквел до манґи Tsubasa: Reservoir Chronicle та тісно пов'язаний з манґою xxxHolic: Rey. Спершу мала назву «Tsubasa» Another Story (『ツバサ』アナザーストーリー), яку згодом було змінено. Починаючи з 20 серпня 2014, щомісяця публікується в Weekly Shonen Magazine. Манґа ліцензована компанією Kodansha USA для публікації англійською мовою.

## Сюжет
Історія розпочинається з розмови Сяорана та Ватанукі через Мокону та відбувається відразу після подій 38 розділу xxxHolic: Rey. Сяоран просив Ватанукі здобути для нього деякі предмети, що він не міг отримати у світі, де перебуває. Процес збору даних предметів описано в перших 3 томах xxxHolic: Rey.
Сяоран разом з Куроґане, Фаєм та Моконою перебувають у країні Ніраі Канаі (що можна перекласти як «ідеальне поселення»). Тут вони зустрічаються з принцесою-богинею та її супутниками (персонажі манґи Gate 7 — Хана, Сакура і Тачібана), яка просить у них допомоги у вирішенні аномалій, що віднедавна мають місце в Ніраі Канаі і які може бачити лише Сяоран.